# Claire Delfosse
Claire Delfosse, née le 19 janvier 1963 à Chelles, est une géographe ruraliste française. Spécialiste des questions d'alimentation, elle étudie le développement de l'image d'une France fromagère au fil du temps avant de s'intéresser aux questions du développement rural.

## Biographie
Claire Delfosse naît en 1963 à Chelles en Seine-et-Marne. Après des classes préparatoires littéraires, elle suit des cours d'histoire et de géographie à l’Université Paris 1, avec des travaux sous les directions de Maurice Agulhon, Violette Rey et Jacqueline Bonnamour. Elle soutient sa thèse en 1993 sur « La France fromagère ». Elle travaille un temps à la Société d'études géographiques, économiques et sociologiques appliquées avant d'être recrutée comme maîtresse de conférences à l'Université Lille-I en 1997. En 2003, son habilitation à diriger des recherches porte sur « Géographie rurale, culture et patrimoine » et elle obtient un poste de professeure à l'Université Lumière-Lyon-II.
Investie dans le tissu institutionnel et associatif, elle est directrice du laboratoire d'études rurales et experte scientifique pour l'Institut national de l'origine et de la qualité. Secrétaire du Comité national français de géographie de 2012 à 2016, elle participe activement à la mise en place du prix de thèse en géographie.

## Travaux
Les recherches de Claire Delfosse portent sur la géographie rurale. Tout au long de sa carrière, elle s'est intéressée aux thématiques de l'alimentation, de la valorisation de la gastronomie alimentaire ainsi qu'aux développements des espaces ruraux.

### Recherches sur le fromage et le territoire
Dans sa thèse « La France fromagère », Claire Delfosse revient sur cette image, montrant que le pays n'a pas toujours consommé autant de fromage. Réservée aux centres urbains dans l'Ancien régime, la consommation passe de 3 kg en 1900 à 14,5 kg par an en France en 1975. Produit de masse, il s'accompagne du développement de l'image de la France et du fromage.

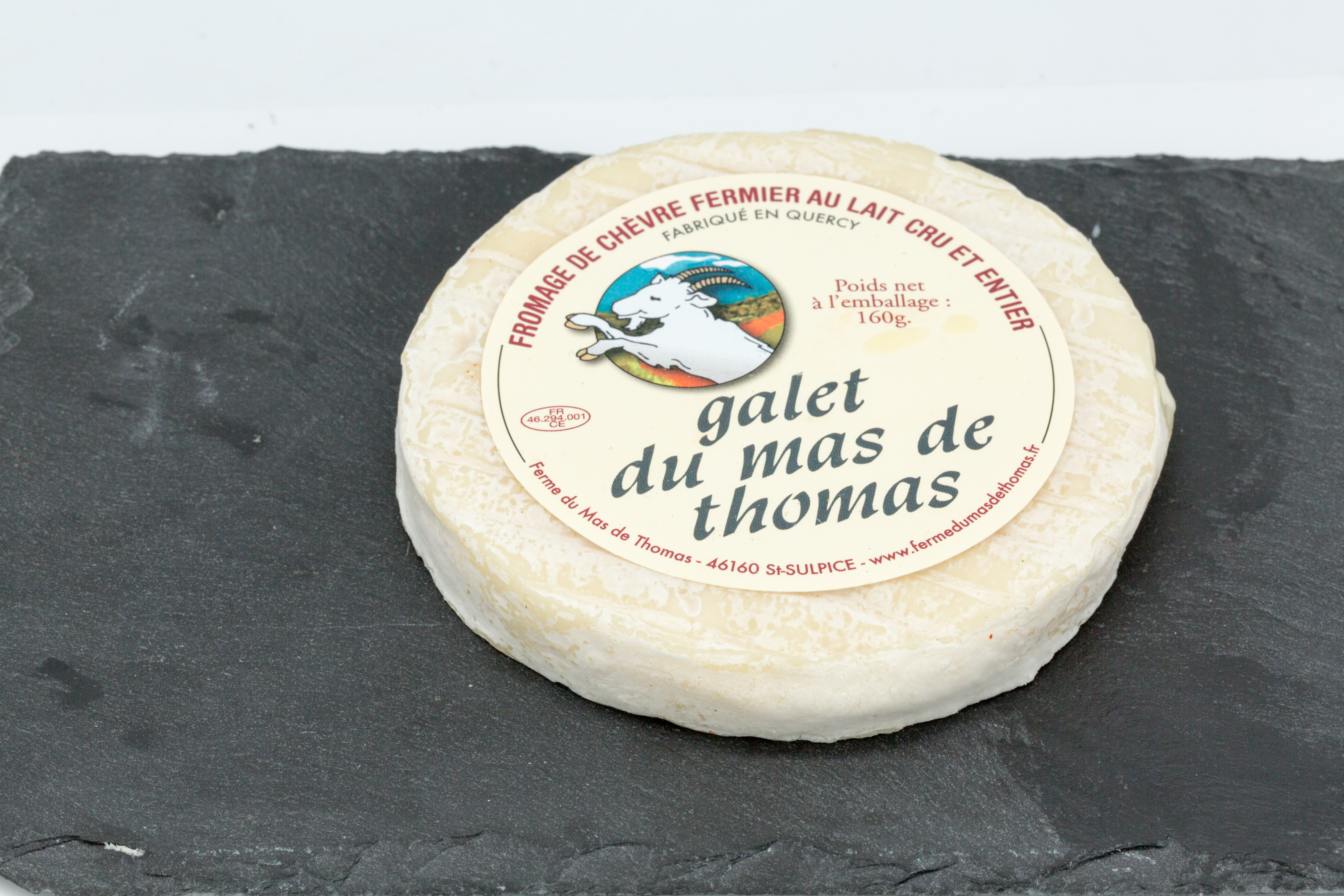
Exemple de fromage local.

Si les fromages allient savoir-faire et conditions géo-climatiques, leur développement est aussi emprunt de luttes (légaux, lobbying) pour définir les différents produits. Avec l'industrialisation se développe des fromages que Claire Delfosse classe comme « ubiquitistes ». Leur pâte neutre, « hygiéniste » et standardisée doit trouver un large public, comme c'est le cas de certains emmentals industriels,.  Le roquefort, protégé en 1925 par une appellation, fait l'objet au contraire d'une relocalisation dans le terroir avec des luttes pour déterminer l'aire de collecte et organiser la filière,. D'autres fromages ont un imaginaire de consommation relié à une ville, le brie étant perçu par exemple comme « le fromage des Parisiens ». Claire Delfosse note également des initiatives locales, avec une micro-économie d'un territoire autour d'un fromage particulier (livarot, bleu de Bresse), la mise en avant d'une spécialité locale dans un intérêt de différenciation économique et la mise en place de filière de qualité dont les fromages sont écoulés localement. Le fromage, produit agro-alimentaire, a ainsi un lien symbolique avec la société. 

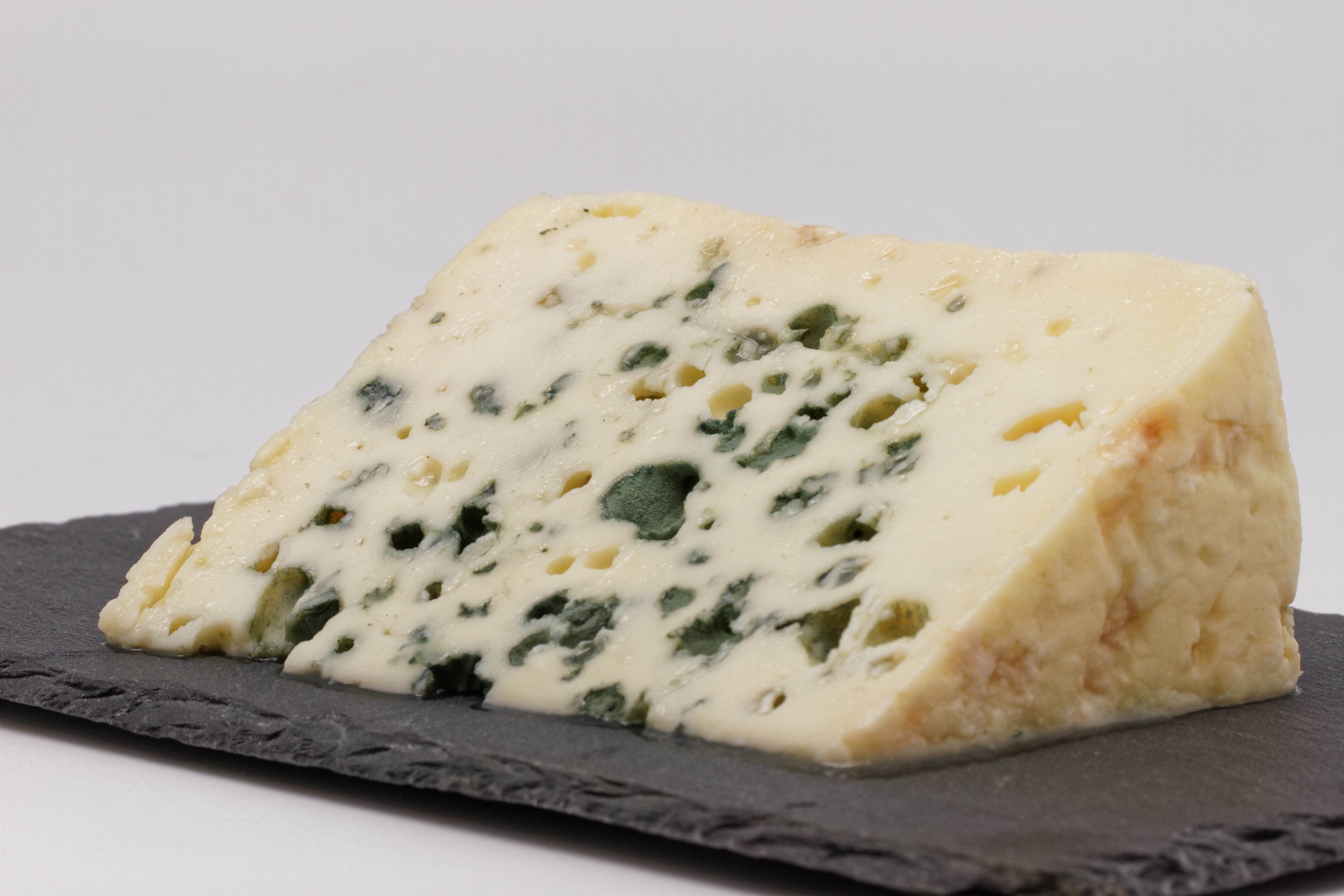
Le roquefort.
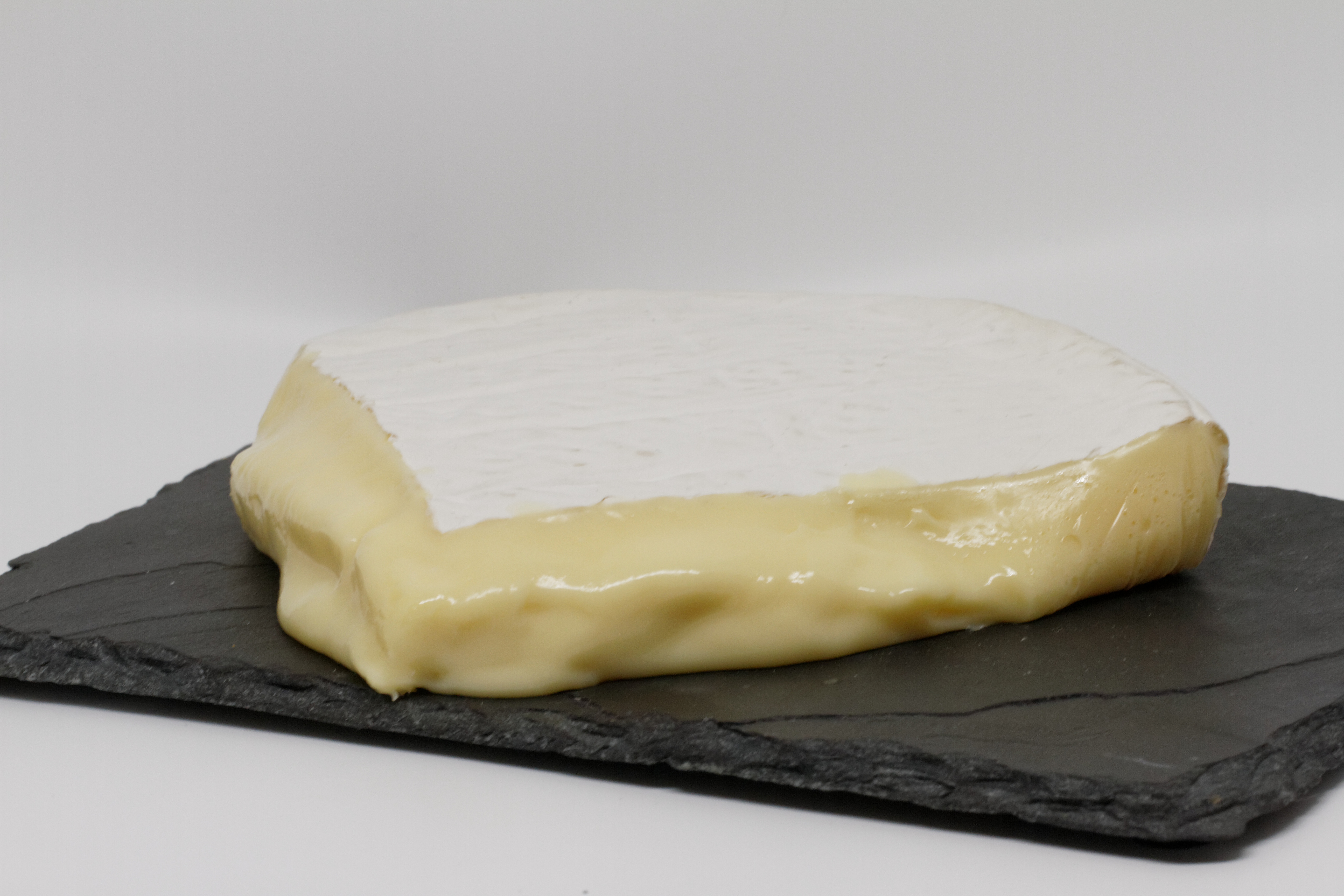
Le brie "fromage des Parisiens".
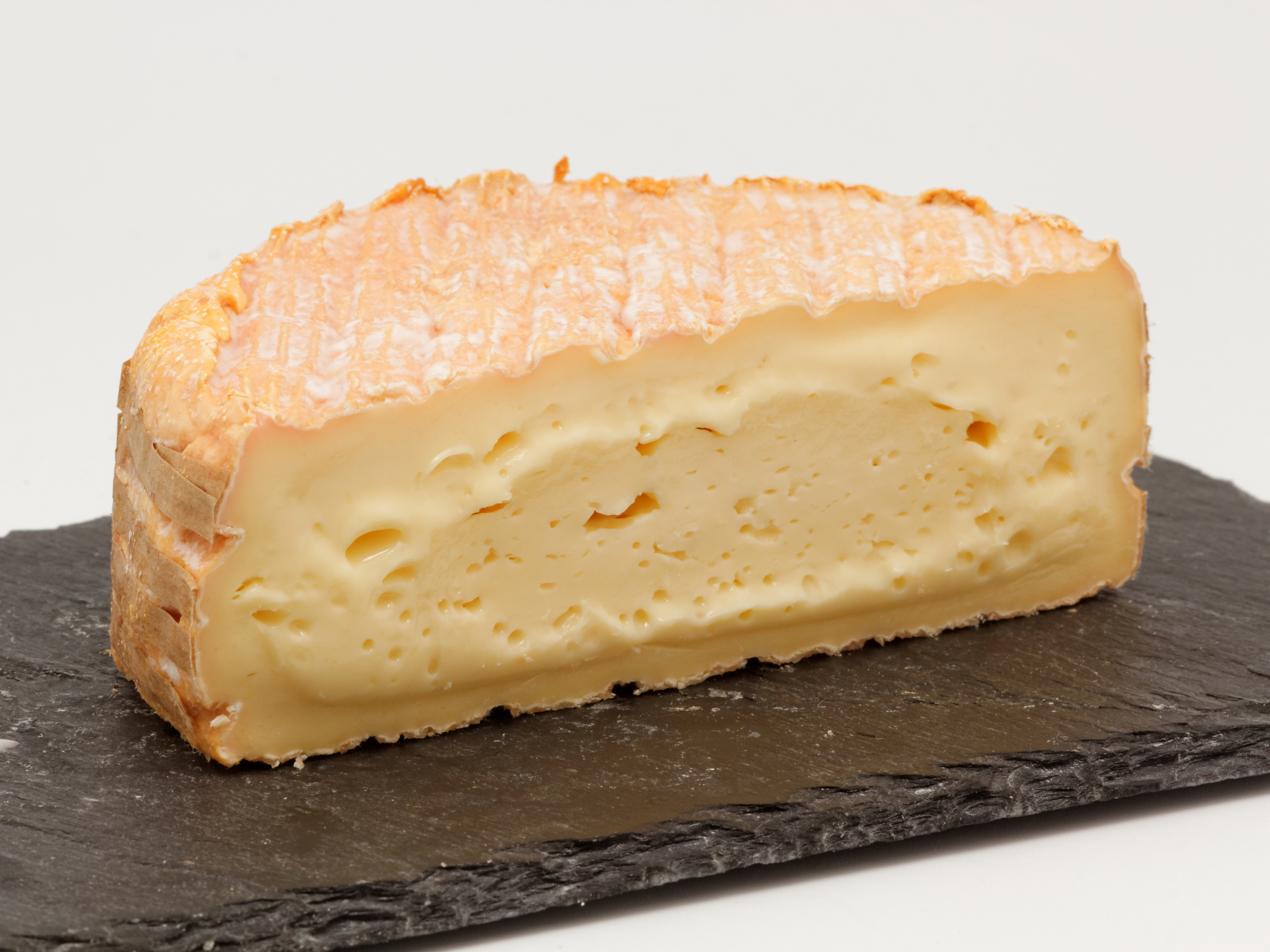
Le livarot.

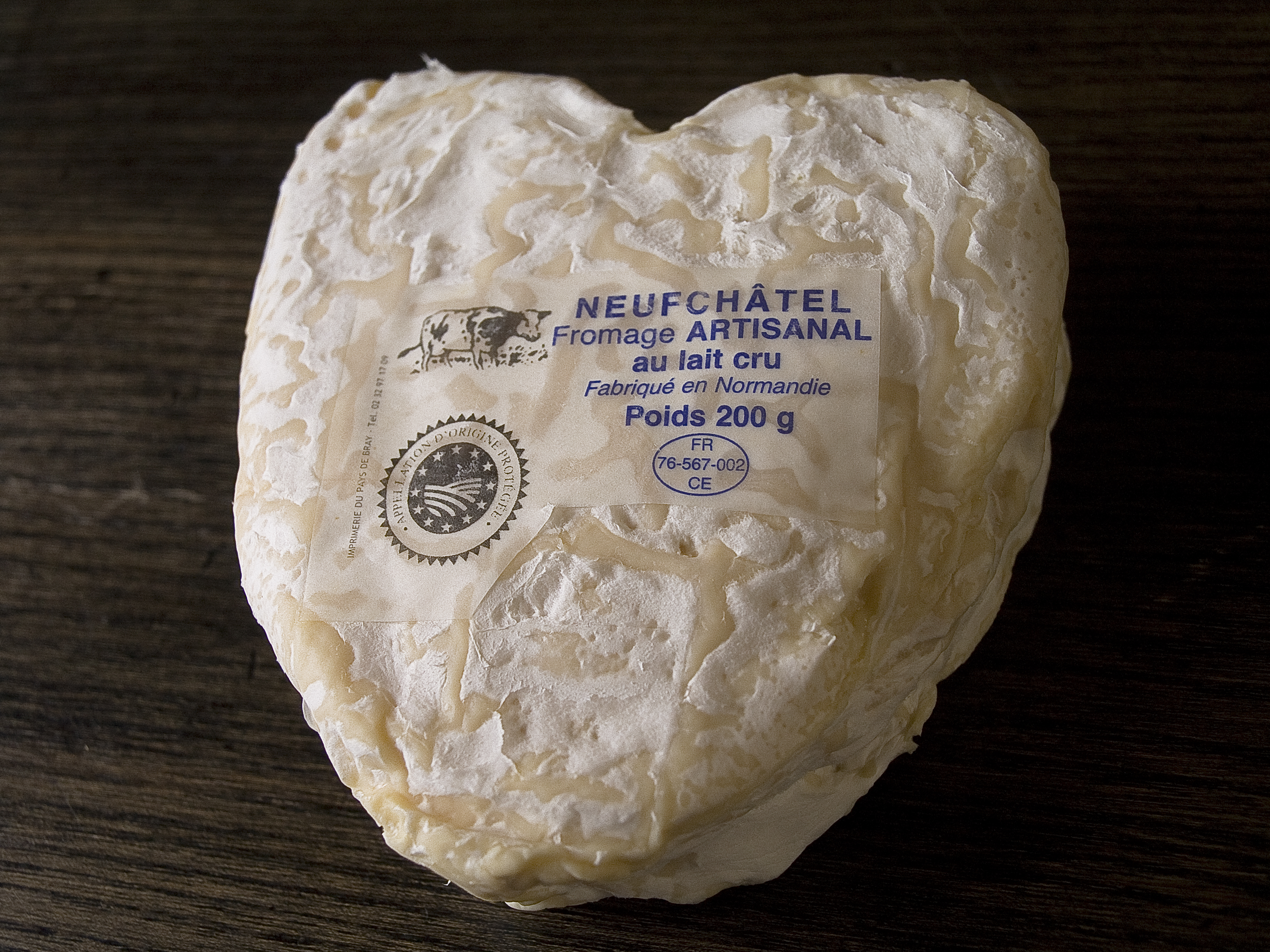
Fromage de Neufchatel, avec le label d'appellation d'origine préservée.

Elle s'intéresse également à la qualité des aliments et au développement à l'échelle local. Elle étudie les changements apportés par le label européen des appellations d'origine protégée qui prend davantage en compte le lieu de production et fait réapparaître la notion de terroir,. Les produits de terroir sont définis par une certaine typicité, une géographie ou une localité spécifique et, note Claire Delfosse, une qualité,. Ils font l'objet de débats identitaires et de jeux d'acteurs, comme dans le cas dans les Bauges,. Un label de qualité est aussi, montre Claire Delfosse, une labellisation du territoire, de la tradition et une opération de reclassement des populations locales qui y sont liées,.

### Évolution du monde rural
Les travaux de Claire Delfosse portent également sur le dynamisme rural et les conséquences depuis la fin des années 1980 de l'exode rural. Elle montre que ces espaces, tout en restant très liés aux villes, développent une attractivité grâce à une image de meilleure qualité de vie. Le milieu rural est un espace où se teste des initiatives de transition et où les emplois se diversifient (tourisme). Elle note qu'ils se sont également spécialisés, donc moins résilients, avec beaucoup d’exportations mais aussi d'importations. Perçu comme un espace d’opportunités, Claire Delfosse montre que la précarité et la pauvreté y est pourtant aussi présente mais moins visible.

## Publications

### Ouvrages
- Claire Delfosse, La France fromagère, 1850-1990, BH, la Boutique de l'histoire, 2007 (ISBN 9782910828431)
- Claire Delfosse, Histoires de bries, Musée départemental des pays de Seine-et-Marne, 2008 (ISBN 978-2-35404-009-3)
- Claire Delfosse, La mode du terroir et les produits alimentaires, les Indes savantes, coll. « La boutique de l'histoire », 2011 (ISBN 978-2-84654-278-4)
- Claire Delfosse, Le métier de Crémier-Fromager - De 1850 à nos jours, Editions Mer du Nord, 1er septembre 2014, 173 p. (ISBN 978-2-9540038-6-3)
- Yves Jean, Laurent Rieutort, Claire Delfosse, Julien Chadeyron, Pascal Chevalier, Fabien Conord, Pierre Cornu, Pascal Desmichel, Guillaume Lacquement, Eric Langlois et al., Les espaces ruraux en France, Armand Colin, coll. « Horizon », 2018 (ISBN 978-2-200-62332-6)
- Antoine Choplin, Claire Delfosse, Jean-François Marguerin, Cédric Szabo, Philippe Teillet, Fred Sancère, Olivier Pévérelli, Sybille Arlet, Fabienne Corteel, Géraldine Bénichou et al., Cultures et ruralités: le laboratoire des possibles action culturelle, arts, artistes-habitants, cultures, démocratie, Éditions de l'Attribut Auvergne-Rhône-Alpes spectacle vivant, coll. « Culture & société », 2019 (ISBN 978-2-916002-64-4)

### Articles
- Claire Delfosse, « Noms de pays et produits de terroir: enjeux des dénominations géographiques », L'Espace géographique, vol. 26, no 3,‎ 1997, p. 222–230 (ISSN 0046-2497, lire en ligne, consulté le 6 juillet 2023)
- Claire Delfosse, « L’alimentation : un nouvel enjeu pour les espaces ruraux: », L'Information géographique, vol. 83, no 4,‎ 10 décembre 2019, p. 34–54 (ISSN 0020-0093, DOI 10.3917/lig.904.0034, lire en ligne, consulté le 6 juillet 2023)
- Claire Delfosse, « La France et ses terroirs. Un siècle de débats sur les produits et leurs liens à l'espace », Pour, vol. 215-216, no 3,‎ 2012, p. 63 (ISSN 0245-9442, DOI 10.3917/pour.215.0061, lire en ligne, consulté le 6 juillet 2023)
- Laurence Bérard, Philippe Marchenay et Claire Delfosse, « Les « produits de terroir » : de la recherche à l'expertise: », Ethnologie française, vol. 34, no 4,‎ 1er décembre 2004, p. 591–600 (ISSN 0046-2616, DOI 10.3917/ethn.044.0591, lire en ligne, consulté le 6 juillet 2023)
- Claire Delfosse, « La patrimonialisation des produits dits de terroir », Anthropology of food, no 8,‎ 15 mai 2011 (ISSN 1609-9168, DOI 10.4000/aof.6772, lire en ligne, consulté le 6 juillet 2023)

### Exposition
- Responsable scientifique de l’exposition « Fromages de Brie » en 2008 au Musée départemental des pays de Seine-et-Marne[2]

## Distinction
- Chevalière de l'ordre national du Mérite en 2021[23].